# Ester Formosa
Ester Formosa i Plans (Barcelona, 10 de noviembre de 1961), conocida artísticamente como Ester Formosa, es una actriz y cantante española en el ámbito de la canción de autor y la poesía, profesora de voz creativa y canto. 

## Trayectoria artística
Ester Formosa es hija del poeta Feliu Formosa y de la actriz Maria Plans. Artísticamente y en su faceta como actriz, Ester Formosa actuó en el Teatre Lliure en obras como La flauta mágica (1984) Fulgor i mort de Joaquín Murrieta (1986) y con su pròpia compañía Estrés d'amor (1994) o Jo no em quedo per vestir sants (1990). También actuó en series de televisión en TV3 como Nissaga de poder (en el personaje de Pietat) y fue popular con su personaje "La Canyí" creado en 1988 y que paseó con éxito durante varias temporadas de gira por toda España en diferentes espectáculos teatrales (Doncs què voleu que hi faci en 1989, Jo no em quedo per vestir sants en 1990, Con diez cañones por banda en 1992). En 1996 deja el teatro definitivamente para dedicarse a la canción y la docencia.
En lo que respecta a su faceta musical como intérprete, ha colaborado entre otros artistas con Francesc Pi de la Serra, Sílvia Comes, Toti Soler, Adolfo Osta, Marisa Sannia, Elena Ledda, Quilapayún, Amélia Muge o Ángel Pereira. En sus proyectos se acompaña de músicos cómplices a los que se une creando una atmósfera especial, como ella misma dice, dando valor a la interpretación y a la letra de las canciones elegidas para su repertorio, conjugando diferentes géneros pero con un claro componente literario, adentrándose también en la canción tradicional mediterránea o en la canción de Sudamérica o la poesía, expresándose en diferentes lenguas como medio para transmitir un mensaje de mestizaje y apertura, ya sea en catalán, castellano, francés, italiano, portugués o sardo, y otros, pero siempre en una interpretación intimista, creando un diálogo espontáneo entre voz y música, una complicidad que se transmite al espectador.
En octubre de 2007, Ester Formosa canta con la cantautora italiana Marisa Sannia en el espectáculo compartido con el título Ria' Ria' Ester Formosa & Marisa Sannia caminen pel fons de la mar estrenado en el Festival Temporada Alta de Gerona, proyecto que queda interrumpido tras el fallecimiento de la artista italiana en abril de 2008.
El 28 de febrero de 2009 graba su primer disco en directo Formosa per Formosa. Ester canta Feliu en concierto de la programación del Festival Barnasants 2009 en la Sala Luz de Gas de Barcelona, disco que se edita a finales de 2009.
Del 25 de marzo al 4 de abril de 2010 estrena en el Teatro Círculo Maldà de Barcelona su espectáculo junto a Miquel Gòrriz: Berlín. Tribut a l'òpera de tres rals de Bertolt Brecht y Kurt Weill, con dirección de Maurici Villavecchia y con Horacio Fumero y Mathew Simon en la formación musical.
Del 26 de octubre al 6 de noviembre de 2011 presenta su espectáculo Thank you Satan en el Teatre Lliure de Gràcia en Barcelona con un repertorio de adaptaciones en catalán de canciones de Léo Ferré y temas inéditos del escritor Joan Casas, autor también de las adaptaciones de Ferré, con música de Maurici Villavecchia, Horacio Fumero y Matthew Simon, con quienes Ester Formosa comparte escenario nuevamente, grabándose el concierto para un nuevo disco en directo que se edita en 2012.
En 2012 Formosa presenta un nuevo espectáculo conjunto con Adolfo Osta, lleva por título La vida, anar tirant y está dedicado a la canción de autor y la poesía, editado en CD en 2013. También en 2012 inicia una colaboración con el dúo sardo de canción popular Elva Lutza, grabando el tema "Complas de Purim" en el primer disco del dúo y cantando Canciones sefardíes en un espectáculo conjunto por diversos escenarios, la cantante fija su residencia en la isla de Cerdeña.

## Discografía[9]
- 1997 Colaboración con Quico Pi de la Serra en su espectáculo en castellano: No pasarán - Canciones de guerra contra el fascismo 1936-1939 representado en el Mercado de las Flores de Barcelona y en el Círculo de Bellas Artes de Madrid;[10] y más tarde grabado en disco, Ester Formosa fue substituida en la grabación por Carme Canela, pero colaboró en alguna canción como lo hizo también Joan Manuel Serrat en las "Coplas de la defensa de Madrid". El CD lo editó Horus en 1997.[11]
- 1997 M'aclame a tu. Disco grabado junto al guitarrista Toti Soler, un paseo por diferentes poetas mediterráneos, con este conjunto de poemas-canción rememoran y llegan a las raíces mediterráneas, elaborando un pequeño mapa musical. Tras la muerte de Ovidi Montllor a quien solía acompañar en escena, Toti Soler crea el espectáculo junto a Ester Formosa que lleva por título el de un poema del valenciano Vicent Andrés i Estellés, canción que abre el disco. También se incluye la canción Que et sembla, Toti? compuesta por Ovidi Montllor para su proyectado disco Verí good que no se llegó a editar. Otros poetas incluidos además de Ovidi Montllor y Estellès son Ausiàs March, Carles Riba, Josep Maria de Sagarra, Pere Quart, Joan Salvat-Papasseit, Joan Vinyoli, Feliu Formosa y un par de canciones sefarditas, entre otras composiciones.[12]  El disco fue producido en 1997 por Zanfonia para el sello Pequeñas cosas y reeditado por K-Industria Cultural en 2002, una buena colaboración de Ester Formosa con Toti Soler que repetirá en 2004 con "L'Arxiver de Tortosa".[13]

- 1999 La casa solitària (Zanfonia, 1999), disco que muestra de nuevo la sensibilidad artística de Formosa en colaboración con Maurici Villavecchia, presentado en la Plaza del Rey de Barcelona (Festival Grec 2000). La mayoría de las canciones están compuestas por el poeta Feliu Formosa (letra) y por Sílvia Comes (música).[14]

- 1999/2000/2001 Colección Zanfonia: Poesía. Con dirección de intérpretes por Ester Formosa, en algunos de los CD editados por la discográfica Zanfonia la cantante también recita los poemas. Colección de CD editados en tres años dedicados a poetas en catalán recitados por actores, en esta colección están: Joan Salvat-Papasseit, Pere Gimferrer (2001), Joan Vinyoli (1999), Marta Pessarrodona (2000), Joan Maragall (2000), Maria Mercè Marçal (2000), entre otros poetas. Una colección editada con un libreto que contiene breve biografía del autor así como las letras de los poemas. El dedicado al poeta Joan Salvat-Papasseit (Zanfonia, 2001) es un CD con 37 poemas recitados por el actor Jordi Dauder sobre música para piano de Frederic Mompou interpretada por Josep Maria Escribano, con dirección artística de Ester Formosa y selección de poemas a cargo de la escritora Ana María Moix. En el CD dedicado a Maria Mercè Marçal (Zanfonia, 2000), Ester Formosa también recita los poemas, con selección de poemas a cargo de Ernest Folch, lectura a cargo de Ester Formosa y Anna Güell, Lluïsa Mallol y Cesca Piñón con música de Frédéric Chopin, interpretada por Josep Mª Escribano. Selección de 25 poemas de Maria Mercè Marçal.[15]

- 2002 Compto els estels dels meus mots (Discmedi, 2002).[16] Disco de poemas de Rose Auslandër con música de Ángel Pereira y recitados por Ester Formosa. En sus poemas Rose Auslandër explica la razón por la cual escribe de su vida a través de recuerdos de la guerra, del amor y de la muerte. El disco no es una lectura poética sino más bien una composición musical a partir de un texto poético, fue presentado también en concierto.[17]

- 2003 Época (Ventilador Music, 2003), como el caso anterior también en colaboración con Mauricio Villavecchia, un trabajo caracterizado por la variedad de registros, Ester Formosa se sumerge en el mundo de los sueños y habla de lo intangible en una buena mezcla de canciones de autores contemporáneos de distintos lugares del mundo, tuvo como punto de partida las canciones de Paolo Conte y el resto se fueron incluyendo de forma intuitiva. Desde Italia (Paolo Conte) a Cuba, Grecia (Manos Hadzidakis), Venezuela, Cerdeña, Cataluña o Argentina (Atahualpa Yupanqui). La idea central de los textos es el sentimiento de pérdida de las propias raíces y el intento de reencontrarlas a veces en el mundo urbano y a veces dentro del mundo del subconsciente y del sueño.[18]

- 2004 L'Arxiver de Tortosa (K-Industria Cultural, 2004), una nueva colaboración con Toti Soler, el título recoge la actitud de Toti Soler ante la canción: escuchar las canciones que la memoria y la historia nos han ido dando, y escoger las que le parecen más emocionantes, es el mismo viaje que hace un archivador a través de los pergaminos. Memoria viva, abrir para recordar y continuar. Se trata de un paseo por el cancionero tradicional de diferentes lugares: principalmente de Cataluña, pero también están presentes canciones de Andalucía, de Nápoles, sefarditas y un recuerdo para Ovidi Montllor. Así encontramos desde La cançó del lladre a La dama d'Aragó anteriormente versionadas por Joan Manuel Serrat, entre otros, o desde Anda jaleo a Maruzzella.[19]

- 2004/2005 Perquè vull i altres cançons imprescindibles. Disco editado en 2005 por la discográfica Ventilador Music aunque producido en 2004 y que Ester Formosa grabó en colaboración con Adolfo Osta. Se trata de un conjunto de versiones de diferentes cantautores, el título homenajea a una canción de Ovidi Montllor que abre este repaso por diversos clásicos de la canción de autor. Ester Formosa ya había colaborado anteriormente en el disco Avedivare de Adolfo Osta, músico especialista en composiciones medievales y sefarditas. Y posteriormente en 2004 colaboró en su espectáculo No me vengas con romances que recuperaba romances de Castilla. En esta nueva grabación se encuentran los temas: Perquè vull - Ovidi Montllor. / Sueño con serpientes - Silvio Rodríguez. / Suzanne - Leonard Cohen, adaptación catalana de Josep Maria Andreu-Toti Soler. / Attendez que ma joie revienne - Barbara. / Las cuatro y diez - Luis Eduardo Aute./ Ningú sabia el seu nom (La madame) - Lluís Llach. / Palabras para Julia - José Agustín Goytisolo-Paco Ibáñez. / El Pi de Formentor - Miquel Costa i Llobera - Maria del Mar Bonet - Lautaro Rosas. / Tú - Joan Brossa - Manel Segarra./ Txoria Txori - J.A. Artze - Mikel Laboa. / Te recuerdo, Amanda - Víctor Jara. / Adiós ríos, adiós fontes - Rosalía de Castro - Amancio Prada.[20]

- 2005 Deu catalans i un rus (K Indústria Cultural, 2005), Ester Formosa y Toti Soler presentaron junto al poeta Carles Rebassa el montaje "Deu catalans i un rus", espectáculo editado en CD que rendía homenaje a Ovidi Montllor cuando se cumplía el décimo aniversario de su desaparición, la propuesta tomó su nombre de los montajes poéticos que Ovidi Montllor y Toti Soler escenificaron con textos de autores catalanes y del ruso Vladímir Maiakovski.[21]

- 2007 Ester Formosa canta Jordi Guardans. Sola com el poeta. (K Indústria Cultural, 2007). Ester Formosa pone voz a los poemas de Jordi Guardans, con arreglos y dirección de Maurici Villavecchia, disco que estrenó el 18 de febrero de 2007 en el Festival Barnasants 2007 de Barcelona y el 21 de marzo de 2007 en el escenario del Teatre Nacional de Catalunya. El poeta Jordi Guardans cultiva una poesía de gran riqueza verbal en la que mezcla un tono elegíaco y un humor que la ternura no deja llegar al sarcasmo, poemas vestidos con unas melodías muy personales en la voz de Ester Formosa. Del 6 al 10 de febrero de 2008 vuelve a presentar este disco en la Sala Beckett de Barcelona bajo la dirección del actor Joel Joan.

- 2009 Formosa per Formosa. Ester canta Feliu. (Barnasants-Satélite K). Primer disco en directo de la artista grabado en el Festival Barnasants 2009, en concierto la Sala Luz de Gas de Barcelona.[22]

- 2012 Ester Formosa Quartet. Thank you Satan (Quadrant Records). 14 adaptaciones en catalán de canciones de Léo Ferré y temas inéditos del escritor Joan Casas i Fuster, autor también de las adaptaciones de Ferré, con música de Maurici Villavecchia, Horacio Fumero y Matthew Simon, componentes junto a la cantante del Ester Formosa Quartet.[23]

- 2013 La vida, anar tirant (Ventilador Music) con Adolfo Osta. 13 versiones de canción de autor en catalán, castellano y gallego: Tonada de la luna llena, Em dius que el nostre amor, Siete corazones, L'amor és Déu en barca, Vigila el mar, Per la finestra, Y nada más, Lo feo, El gavià, Pequeño vals vienés, M'aclame a tu, El bosc màgic, Vexo os nenos passar.[24]

- 2018 Cancionero, desde Cerdeña donde reside en ese momento la artista, publica este trabajo junto al grupo sardo Elva Lutza, con 15 temas en sardo, catalán y castellano.[25]